# CATSPER2
CATSPER2 (англ. Cation channel sperm associated 2) – білок, який кодується однойменним геном, розташованим у людей на короткому плечі 15-ї хромосоми.  Довжина поліпептидного ланцюга білка становить 530 амінокислот, а молекулярна маса — 62 041.
| 10         |  | 20         |  | 30         |  | 40         |  | 50         |
| ---------- |  | ---------- |  | ---------- |  | ---------- |  | ---------- |
| MAAYQQEEQM |  | QLPRADAIRS |  | RLIDTFSLIE |  | HLQGLSQAVP |  | RHTIRELLDP |
| SRQKKLVLGD |  | QHQLVRFSIK |  | PQRIEQISHA |  | QRLLSRLHVR |  | CSQRPPLSLW |
| AGWVLECPLF |  | KNFIIFLVFL |  | NTIILMVEIE |  | LLESTNTKLW |  | PLKLTLEVAA |
| WFILLIFILE |  | ILLKWLSNFS |  | VFWKSAWNVF |  | DFVVTMLSLL |  | PEVVVLVGVT |
| GQSVWLQLLR |  | ICRVLRSLKL |  | LAQFRQIQII |  | ILVLVRALKS |  | MTFLLMLLLI |
| FFYIFAVTGV |  | YVFSEYTRSP |  | RQDLEYHVFF |  | SDLPNSLVTV |  | FILFTLDHWY |
| ALLQDVWKVP |  | EVSRIFSSIY |  | FILWLLLGSI |  | IFRSIIVAMM |  | VTNFQNIRKE |
| LNEEMARREV |  | QLKADMFKRQ |  | IIQRRKNMSH |  | EALTSSHSKI |  | EDSSRGASQQ |
| RESLDLSEVS |  | EVESNYGATE |  | EDLITSASKT |  | EETLSKKREY |  | QSSSCVSSTS |
| SSYSSSSESR |  | FSESIGRLDW |  | ETLVHENLPG |  | LMEMDQDDRV |  | WPRDSLFRYF |
| ELLEKLQYNL |  | EERKKLQEFA |  | VQALMNLEDK |  |            |  |            |

A: Аланін

C: Цистеїн

D: Аспарагінова кислота

E: Глутамінова кислота

F: Фенілаланін

G: Гліцин

H: Гістидин

I: Ізолейцин

K: Лізин

L: Лейцин

M: Метіонін

N: Аспарагін

P: Пролін

Q: Глутамін

R: Аргінін

S: Серин

T: Треонін

V: Валін

W: Триптофан

Кодований геном білок за функціями належить до іонних каналів, потенціалзалежних каналів, білків розвитку. 
Задіяний у таких біологічних процесах як транспорт іонів, транспорт, диференціація, сперматогенез, транспорт кальцію. 
Білок має сайт для зв'язування з іоном кальцію. 
Локалізований у клітинній мембрані, мембрані, клітинних відростках, війках.